# جایزه تریلر طلایی
جایزه تریلر طلایی (به انگلیسی: Golden Trailer Awards) از سال ۱۹۹۹ شروع به کار کرد. این جشنواره همچنین به عنوان جایزه تریلر فیلم و سریال نیز شناخته می‌شود (یا به عنوان «اسکار کلیپ‌های تبلیغاتی»). همچنین جوایز سالانه به بهترین کار در تمام زمینه‌های فیلم و بازی‌های ویدئویی و بازاریابی، از جمله پوستر فیلم، تبلیغات تلویزیونی و سایر رسانه‌ها، در ۱۰۸ شاخه اهدا می‌شود.

این جایزه در حال حاضر یکی از معتبرترین جوایز این دوران محسوب می‌شود و جوایز آن در سطح بین‌المللی به عنوان برترین افتخار در زمینه تریلر شناخته می‌شوند و بنیان‌گذاران آن به عنوان اشخاصی که ۱۲۰ دقیقه را در یک اثر یک تا دو دقیقه ای فشرده می‌کنند جوایز معتبر خود را اهدا می‌کنند.

## بررسی اجمالی
مراسم اهدای دوره اول جایزه تریلر طلایی در ۲۱ سپتامبر ۱۹۹۹ در نیویورک برگزار شد و دارای ۱۹ دسته بود. در این مراسم کوئنتین تارانتینو، استیون وولی، جف کلیمن و دیوید کامنیوف (از میرامکس) حضور داشتند.
این مراسم در سال ۲۰۰۲ به لس آنجلس منتقل شد. هیئت داوران این مراسم در سالهای بعد شامل پدرو آلمودوار، جوئل سیگل، بن استیلر، بنیسیو دل تورو، گلن کلوز و برت رتنر بود، به این صورت بود که این مراسم به ۱۰۸ دسته (نمایشی و غیر نمایشی) گسترش یافت.
جایزه‌های قابل توجه در فهرست جوایز شامل جایزه «پشم طلایی» است که به تریلری داده می‌شود که بیشترین جذابیت را برای یک فیلم بد ایجاد می‌کند. مدیر اجرایی ایولین ویترز آن را به عنوان «هنر خالص را بریدن» توصیف می‌کند؛ مونیکا بردی، تهیه‌کننده اجرایی، آن را به عنوان «تریلری عالی برای فیلمی که خوب نیست» توصیف می‌کند.
میزبانان مراسم اهدای جوایز شامل کتی گریفین (۲۰۰۲)، دنیس میلر (۲۰۰۳)، تام گرین (۲۰۰۴)، سینباد (۲۰۰۸)، ناتاشا لگرو (۲۰۱۱)، تی جی میلر (۲۰۱۵) و وین برادی (۲۰۱۶، ۲۰۱۷) است. جایزه توسط جیم باخور طراحی شده‌است.
نهمین دوره جایزه تریلر طلایی (به عنوان جایزه پیش نمایش فیلم در ملی نتوورک تی وی پخش می‌شود)  در سال ۲۰۰۸ در تئاتر ارفیم در لس آنجلس برگزار شد. شوالیه تاریکی جوایز بهترین اکشن، بهترین پوستر فیلم بلاکباستر و بهترین تریلر سال را در رای‌گیری عمومی که توسط یو اس ای تودی برگزار شد به دست آورد.
نوزدهمین دوره جشن جوایز سالانه در ۳۱ مه ۲۰۱۸در هتل ایس لس آنجلس برگزار شد. میشل بوتو میزبان و مجری مراسم بود و نمایندگان شامل کیت فلنری، لی دلاریا، ایوت نیکول براون، نیکول سالیوان و میسی پایل بودند. پل درگارآبدیان از کام اسکور جایزه گیشه آخر هفته را به انتقام‌جویان: جنگ ابدیت برای بالاترین فروش سه روزه بین ماه‌های ۱ مه ۲۰۱۷ و ۳۰ آوریل ۲۰۱۸ اهدا کرد.